# Прва нишка гимназија „Стеван Сремац”
Прва нишка гимназија „Стеван Сремац” је најстарија гимназија у Нишу, основана 27. септембра 1878. године, указом кнеза Милана Обреновића. Своју образовно-васпитну делатност гимназија је започела десет месеци након ослобођења Ниша од Турака, 1. октобра 1878. Најпре у скромним условима једне приватне куће, а потом у новоизграђеном објекту у коме се и данас налази, у истом простору заједно са гимназијом „Бора Станковић”. У овој згради је до 1966. радила и гимназија „Светозар Марковић” која је Одлуком органа тадашње општине Ниш, пресељена у просторије дома ученика средњих школа у Нишу. У част Стевана Сремца, који је од 25. септембра 1879. до 1890. године, обављао дужност предавача, гимназија носи његово име од школске 1951/1952. године.
Данас школа има 25 одељења и пет смерова: филолошки (једно одељење по генерацији), билингвални српско-немачки (1 одељење по генерацији), географско-историјски (1 одељење по генерацији), друштвено-језички  (2 одељења по генерацији) и природно-математички (2 одељења по генерацији).

## Називи гимназије
Од свог оснивања прва нишка гимназија променила је више назива: Нишка гимназија (1878—1898) • Гимназији краља Милана Првог у Нишу (1898—1903) • Српска Краљевска гимназија у Нишу (1903—1929) • Прва нишка мушка реална гимназија (1929—?) • Државна реална гимназија у Нишу (?—1951) • Гимназија „Стеван Сремац” (1951—?) • Прва нишка гимназија „Стеван Сремац” (?—?).

## Простор школе
Школску зграду у Улици Вождовој 27, површине 3874 m² користе у две смене Гимназије Стеван Сремац и Бора Станковић. Просторна оптерећеност (дневно кроз школу прође 1600 ђака) отежава рад обе школе. Свака школа у својој смени користи 25 учионица, од којих су четири мањег капацитета и не задовољавају прописане норматив за коришћења простора. Заједнички се користе кабинети за физику, хемију и биологију и фискултурна сала. Гимназија Бора Станковић има засебна два кабинета за рачунарство и информатику, као и библиотеку са преко 10 хиљада књига. У школи се налази и свечана сала коју користе обе гимназије и која служи за свечаности и догађаје које приређују обе школе.

## Услови пре оснивања
Борбе за ослобођење Ниша од Турака, Кнежевина Србија је отпочела 29. децембра 1877. Кнез Милан Обреновић је ушао у Ниш 11. јануара 1878. Чланом 3 Санстефанског споразума Ниш је припојен Кнежевини Србији. У периоду од ослобођења до Мајског преврата Ниш је често називан Друга престоница Србије.
Ниш је после ослобођења постао погранични гарнизон, а након повлачења Турака и њихових школованих људи, остао је и без привреде, ваљане здравствене заштите, школских, културних и других установа. Почетком 1878. у Нишу је живело 12.801 становника. У граду је било јако мало високо школованих људи међу Србима, о чему говоре чињенице да је: „при првом попису становништва, непосредно након ослобођења Ниш имао 1.915 писмених мушкараца и 73 писмене жене, односно 15% од пописаног становништва”. Велики број необразованих захтевао је хитно отварање школа описмењавање становништва и стварање образованог кадра, како би се из мртвила покренуле и оживеле све наведене делатности у Нишу и околини..
Одмах по ослобођењу у хигијенском погледу у граду је била стравична слика. Куће су углавном биле неусловне за становање, као и затечене основне школе (уништен инвентар, недостатак средстава за наставу књига и других учила), улице узане, прљаве као и дворишта у која се изливала отпадна вода. У двориштима се слободно чувала стока а водоснабдевање и уклањање отпадака било је нерешено, те су због велике близине загађивача и бунара биле честе епидемије цревних заразних болести. Туберкулоза, трбушни тифус, дизентерија, маларија и полне болести харале су градом због непостојања здравственог васпитања и школованих лекара и другог здравственог особља за правовремено лечење оболелих. Градом је владала велика смртност њених грађана, што је захтевало хитно оснивање болнице, и за ту намену школовање кадре.
Према подацима о социјалној структури, наставом у основним школама Ниша највише су била обухваћена деца из богатијих слојева друштва; деца трговаца, занатлија и чиновника. После рата велика оскудица је била и у школском простору, и трајала је и велики број година и после ослобођења. Једина општинска зграда, наменски грађена за школу била је она из турског период код Саборног храма, а у тој школи одмах после ослобођења (школске 1877/78) било је 4 одељења, 4 учитеља и 312. ђака.
Ослобађањем Ниша од Турака и уласком у град српска војска грађанима Ниша није донела само слободу већ и привредни просветни и културни препород. Са њом у Ниш пристижу и први школовани људи који покрећу активност за оснивање школа, међу њима и гимназије у Нишу.

## Значај оснивања
Након ослобођења Ниша од Турака 1877. године, у Нишу и широј околине требало је решити низ проблема, какао би се што пре ликвидирало наслеђе заостало из турског периода и што пре у граду успоставио корак са савременим буржоаским токовима у Србији и Европи с краја 19. века. Убрзани развој занатства, саобраћаја, здравства, привреде, државне администрације и комуникација у државној управи у Нишу, као другом по значају граду у Кнежевини Србији, тражио је све већи број писменијих људи са много више општих и стручних знања.
Велики број неписмених и нешколованих радника, шегрта, калфи и неписмених сељака у селима око Ниша, није могао да обезбеди привредни и културни напредак овом граду и Кнежевини Србији. За развој производних снага, материјално богатство, културу и просвету као и ширу надградњу друштва наметала се потреба да се у граду Нишу што пре оснују нове основне, стручне и друге ниже више и средње школе.
Гимназија као најпопуларнија и најкомплетнија средња школа, била је предодређена да да најбоље образовање. Као таква избила је у први план и постала прва средња школа и „бастион културе” у тек ослобођеном Нишу.
У светлу ових сазнања, можемо схватити колико је значај у том периоду имало отварање Прве нишке гимназије, као прве средње школе, не само за Ниш већ и за знатно шире просторе југо—истока Србије.
Оснивање Прве нишке гимназије имало је снажан утицај на културни и образовни ниво у граду Нишу који се огледао у следећем:
- Еминентни професори Гимназије; Стеван Сремац, Стеван Никшић, Хенрих Лилер и Спира Калник, заједно са Милорадом Петровићем, учитељем из Сићева и Михајлом Димићем, глумцем, 1887. године, основали су прво позориште у Нишу под називом „Синђелић”.
- Њиховом заслугом и великим залагањем првог деловођа читаонице професор Стеван Сремац, у Нишу је 1879. године, основана прва читаоница за грађане. Иако је на почетку рада читаонице, број читалаца (чланова) био мали, из године у годину, са порастом броја писмених у Нишу, интересовање читалаца је све више расло. Тако је читаоница 1880. имала 107 чланова. Читаоница је поред бројних домаћих часописа поседовала и бројне иностране публикације: руске (3), турске(1), немачке и француске (8)... 22 домаћа и страна листа и часописа.[9]
- Професори Гимназије су 1894. године покренули оснивање Нишке градске библиотеке уз свесрдну помоћ епископа нишког Јеронима Јовановића, који је својим тестаментом, од 13. маја 1894. године, за потребе библиотеке завештао, своју кућу и своју библиотеку од 378 књига и преко 600 свезака.
- Власник, уредник и сарадници петнаестодневног часопис за забаву, поуку и књижевну критику, „Градина”, који је основан јануара 1900. и излазио у Нишу до октобра 1901. били су такође професори гимназије.

Тако је пред крај 19. века, заједно са нешто касније основаном Приватном непотпуном шесторазредном школом за женску децу и Учитељском школом, Ниш постао стециште јаких интелектуалних кадрова, и после Београда други велики школски, просветни и културни центар Србије, у коме су с краја 19. и почетком 20. века излазила 54 часописа штампана у пет Нишких штампарија.

## Гимназија кроз три века

### Гимназија у 19. веку
Прва гимназија у Нишу почела је са радом непосредно по ослобођењу града од Турака, с јесени 1878, на основу одлуке Владе Кнежевине Србије и посебног указа Милана Обреновића. За почетак рада гимназији одређен је 1. октобар 1878, а за извођене наставе приватна кућа Бега Ђаковија у Јеронимовој улици у Нишу.
Због оскудног простора и слабе опремљености у ненаменској згради за гимназију, настава се одвијала у отежаним условима. Зато су родитељи ученика и имућније Нишлије у новчаним износима и школским инвентаром свесрдно помагали „да се недаће превазиђу и школи омогуће што повољнији услови за рад.”
Прве школске године (1878/79) уписано је 48 ученика, у два одељења првог разреда, која су формирана 20. новембра 1878. У гимназији су се учили по првом програму следећи предмети: наука хришћанска, српски језик, латински језик, француски језик, немачки језик, математика, историја, (српска и општа), земљопис (политички, математички, физички), јественица (минерологија, ботаника, зоологија), физика (са основима хемије), цртање, краснопис и телесно васпитање. На завршном испиту ђаци су полагали предмете: црквена историја, српски језик, немачки језик, географија, аритметика, минералогија, цртање и краснопис.
У кратком извештају о нишким средњим школама из 1883/89 година, записано је да је тада било 329 ученика у седам разреда, са 18 матураната (16 положило матуру); 23 понављача, и 2 ђака која су изгубила право на образовање.
Школске (1879/80) знатно се повећавао број ђака и предавача па је нишка гимназија почела да ради по наставном плану и програму за седморазредну гимназију, а имала је I, II i III разред мушке и нешто мало женске деце, и пет наставника међу којима је био и Стеван Сремац. Године 19883/84 гимназија је имала седам разреда, а за десет година свога рада у првом веку постојања бројно стање ученика нарасло је на 400.
Виши течај учила су само деца из имућнијих породица: Социјално порекло 480 ученика по статистици наставе за 1888/99 је следеће: свештеника 21, државних чиновника 130, општинских и приватних чиновника 16, наставника 19, адвоката, лекара, апотекара 23, трговаца 124, земљорадника 45, занатлија 46, служитеља 6, надничара 14, непознато 35.
Нишка гимназија је, била главни иницијатор, организатор и носилац културног и просветног преображаја Ниша. Заслугом ученика и професора гимназије у Нишу је крајем 1879. године, основана прва читаоница за грађане. Број чланова-читалаца у почетку био је мали, али је непрестано из године у годину, све више растао. Поред бројних домаћих часописа читаоница је имала и већи број: руских, француских, турских и немачких часописа и књига. Први деловођа градске читаонице био је професор Стеван Сремац.
Новембра 1882. године, ученици Гимназије помогнути професорима, основали су и Прву литерарну дружину „Унапређење”, да би априла 1888. године, по одобрењу професорског Савета школе, из основане библиотеке настала и Ђачка Литерарна дружина „Његош”.

### Гимназија у 20. веку
У овом веку тежишна улога и задатак гимназија био је да ученицима да више образовања и васпитање и што боље их припреми за слушање универзитетске наставе.
Како ни на почетку 20. века гимназија није имала своју зграду, већ се настава изводила у приватним кућама и другим наменским зградама, на конференцији грађана Ниша одржаној 6. септембра 1903. у бившем хотелу „Европа”, донета је одлука да се изгради нова зграда гимназије. Као простор за зграду одређен је плац на коме се налазила Митхад-пашина занатска школа (Ислахана) у улици Стамбол капија, данас Вожда Карађорђа. Темељ зграде освешћен је 1912. а радови на згради извођени су од 1912. до 1914, када су након избијања Првог светског рата привремено прекинути.

#### Гимназија у Првом светском рату
У почетним годинама Првог светског рата у Ниш, и градску и војну болницу, 1914. и 1915. сливала са севера и запада Србије, не само „река” многобројних избеглица, рањеника и болесника већ и „најезда” милиона вашију и бактерија, узрочника епидемија болести. Масовна појава заразних болести довела је до тога да Србија упркос сјајним победама на бојном пољу постати – земља смрти, а њена „ратна престоница Ниш” и Моравска стална војна болница у њој највећа епидемиолошка заразна болница у Србији.
Ниш је у том периоду стравично изгледао, како каже један од очевидаца;
...„у граду је „царовала смрт”, блатњавим и излоканим улицама пролазила су запрежна кола натоварена болесницима, а још чешће грубо израђеним сандуцима”... Масовна умирања не само болесника већ и медицинског особља, захтевала су испомоћ у кадру, те на апеле управника у испомоћ је болници додељено неколико међународних санитетских екипа и 168 ратних заробљеника. 
У таквим условима гимназија је привремено престала са радом, а њен учионички простор добија другу намену:
„… У недовршену зграду нишке гимназије као испомоћ смешта се Московска хируршка војна болница. Њен управник био је познати хирург др С. И. Сироткин, а лекари др В. В. Семјаникова, Србин др Арсеније Џуверовић и др Н. В. Марцинковичева…”
А у зграду „Жуте гимназије” смештено је Министарство просвете, које је ту радило у период од јула 1914. до октобра 1915. године,, када је Ниш био ратна престоница Србије, тако да је Гимназија радила у отежаним условима, практично без одговарајућег школског простора.
Октобра месеца 1915. жестоке борбе вођене су са Бугарима у долини Нишаве где су снаге Друге армије пружају жилав отпор. Оно што бугарске снаге нису могле да учине у долини Нишаве успеле су у области Врања, где су 16. октобра пресекле пругу Ниш Скопље, и заузеле део Македоније са Скопљем. Када је Трећа армија напустила Параћин, војвода Степа је наредио Шумадијској дивизији другог позива да у ноћи 3/4. новембра обустави одбрану Ниша пошто је из града евакуисан сав ратни материјал и резерва хране.
После повлачења српске војске из Ниша, 6. новембра 1915, јединице из састава Прве бугарске армије ушле су у Ниш и одмах успоставиле жесток терор. Град је постао привредни и културни центар окупираних територија, седиште војних и административних органа бугарске окупационе власти, у ствари Војно-инспекциона област Мораве, са генералним гувернером на челу. Власт се налазила у рукама људи доведених из Бугарске, који су се смишљено руководили политиком: искоренити свако осећање припадности српском народу, уништити све традиције и забранити употребу матерњег српског језика. Свако обраћање властима и администрацији и све жалбе молбе морале су да буду на бугарском језику; у супротном се нису узимале у разматрање, а подносилац се кажњавао као провокатор. Систематским радом у школама и учењем бугарског језика, као обавезног, власт је желела да постигне бугаризацију српског живља.
У првој години бугарске окупације Ниша, бугарске власти су настојале да сазнају више о расположењу у граду и држању школског особља. Грађанима и лицима која су напустила Ниш пре доласка окупационих власти, Бугари су одузели имања и куће, што је довело до застрашивања и осиромашења многих угледних нишких породица. Средином новембра 1915. године, почеле су депортације учитеља и наставничког особља, правника, чиновника, трговцима, заробљених официра, који су у великом броју побијени у близини Беле Паланке. Што је олакшало властима увођење бугарског језика и бугарских уџбеника у школе.
| „ | У Нишу 1916. оснива се и ради бугарска гимназија. Под принудом успели су да окупе стотинак ђака, који су, мада нерадо, под претњом строгим казнама, морали да похађају наставу. Директор гимназије био је Гонце Калинов, док су наставнички колегијум чиниле претежно жене. | ” |

За време бугарске окупације у згради Нишке гимназије била је смештена аустријска војна болница, а наставу је гимназија држала на другим локацијама у граду.

#### Гимназија између два Светска рата
По завршетку Првог светског рата школство у Нишу суочено је са бројним потешкоћама. Уништен инвентар, недостатак наставних средстава, уџбеника и наставника (погинулих и умрлих на разним бојиштима). По предратним наставним програмима у гимназији је марта 1919. настава, настављена, а школа се пунила заосталим генерацијама чије је школовање зауставио рат. Гимназији су привремено придодата и одељења и ученици прве предратне приватне Више женске школе, тако да је школску 1919/20 започело 1.073 уписаних ученика и ученица и 12 професора. Те школске године у наставу се постепено вратило још 17 професора са разних бојишта (на којима је погинуло 6 професора и велики број ђака). Наставу је организовао реномирани директор школе Милан Бинић, који је са целом генерацијом матураната прошао кроз ратне недаће.
По одлуци Министарства просвете, од 1919. године у Нишкој мушке гимназији је учило и 517 ученица бивше приватне шестогодишње женске школе, у посебним одељењима. Касније су ученице пресељене у стару зграду „Жуте гимназије”, познате као „Аждаја из Јеронимове улице”, која је била ограђена зидом, што је било од значаја за конзервативну средину у Нишу.
Из неусловних приватних кућа и других зграда (гостионица „Париз”, зграда „Зелене” и „Жуте гимназије”) гимназија се уселила у 10 учионица у приземље незавршене зграде нове гимназије, без прозора и врата, са клозетом у несређеном дворишту итд.
На несрећу у таквим условима 5. септембра 1920. долази до пожара у коме је изгорело све осим зидова. После пожара једно време гимназија није радила да би потом наставила наставу прво у згради суседне основне школе „Вожд Карађорђе”, потом од фебруара 1921. у гардијској касарни, све до потпуног оспособљавања гимназијске зграде у Вождовој 27, 1922. године, у којој се гимназија и данас налази.
Између два светска рата прилике у Србији биле су јако тешке, јер је економска криза све више јачала, а физиономија гимназија остала је иста иако се увидело да она продукује вишак чиновника и уместо реформисања и јачања средњег школства долази до смањења броја гимназија у Југославији. Тако су 1929. укинуте многе осморазредне гимназије. Прва нишка гимназија је успешно пребродила ту реформу, али је све до Другог светског рата од државе била запостављена. У таквим условима, у којима је рад био отежан, а ученици били изложени бројним забранама, казнама па и затворским, под утицајем КПЈ и октобарске револуције, дошло је до штрајка ученика шестомесечног и дванаестомесечног течаја. За заштиту ученика у Нишкој гимназији код министра просвете заложио се Моша Пијаде, својеручним писмом, које је као тадашњи уредник, објавио у часопису „Слободне речи”.
Крајем школске 1939/1940. у Нишкој мушкој реалној гимназији било је 1.314 ученика. Велики број ученика приморао је Министарство просвете да отвори још једну гимназију, „Другу мушку реалну гимназију”. Издвојена су 19 одељења са 794 ученика, а наставу је Друга мушка реална гимназија изводила, једним делом у згради Женске а једним делом у згради Прве мушке гимназије. Раздвајање ученика у две гимназије је највероватније учињено из политичких разлога како би се лакше спроводила политичка контрола ученика и наставника.

#### Гимназија у предвечерје Другог светска рата
Непосредно после напада Италије на Грчку, Министарство војске и морнарице Краљевине Југославије је 2. новембра 1940. године наредило да се позову на војну вежбу резервни официри и војни обвезници. Војне вежбе су извођене широм тадашње Југославије.
Поред војних вежби, по свим градовима су извођене такође и обуке за оспособљавање добровољних болничарки. У Нишу је ова обука реализована у Женској реалној гимназији, док је обука за оспособљавање болничара организована у Мушкој занатској школи. Ученици су притом обучавани да рукују завојима, носилима, употребом заштитне маске за отровне гасове и другим радњама. Након обуке болничарке су добијале прописане легитимације, припреме за одбрану од загушљивих гасова, обуку са маском од загушљивих гасова и слично.

#### Гимназија у току Другог светског рата
Као продужена рука окупатора 30. априла 1941. формирана је српска квислиншка управа под називом Савет комесара. Једно од најважнијих поља на којима је деловала српска квислиншка управа у току Другог светског рата била је просвета.
Убрзо после успостављања српске управе почеле су организационе припреме за стварање новог концепта образовања и школовања, од основног до највишег. Просветна политика, била је једно од средстава за остваривање циљева окупатора на немачком окупационом подручју у Србији. У томе су посебно важну улогу имале школе и уџбеници историје. Полазећи од констатације да је присутан вишак школованих људи са гимназијском и мањак са стручном спремом, од директора гимназије се захтевало избацивање из школе свега „сувишног” како би се омладина брзо и до краја ставила у службу нације и окупатора.
Немачка окупациона власт, заједно са окружним начелством у Нишу покренула је и у мају 1941. године обновила наставу у дотадашњим нишким школама укључујући ту и Прву мушку гимназију, са циљем да се у њима настава изводи по образовно-наставном програму који је требало да служи интересима фашистичких освајача и домаћих издајника. Број ђака и наставника се једно време смањио, да би да се потом повећао након доласка избеглих ђака и наставника из Македоније, Босне и Херцеговине, Словеније и других крајева. Тако је у гимназију, прве године рата, дошло око 40 професора и 347 ученика.
Од професора гимназије Недићева власт је захтевала прво, да буду „чисти” Срби, друго, да буду надахнути „светосавским духом”, треће, било је пожељно да буду мушкарци из уверења да жене-професори не могу да буду узор мушкој омладини. Јер су темељни принципи школе „Нове Србије”, требало да буду национализам и светосавље.
У гимназији је за време рата био релативно велики број ученика, који је по годинама био следећи:
| Назив школе                | 1941/42 | 1942/43 | 1943/44 |
| -------------------------- | ------- | ------- | ------- |
| Прва нишка мушка гимназија | 973     | 927     | 999     |

Гимназија је наставу изводила у својој згради, у 22 одељења, повремено, заједно са непријатељским војницима и њиховим оружјем, складиштеним у просторијама гимназије.
Због појаве да су извесни ученици били обележени као национално непоуздани, у већем броју из гимназије, су исписивани ученици за које је постојала сумња у овом смислу, или су упућивани у логор на Црвеном крсту у Нишу. Зато је све већи број ученика, нарочито виших разреда, почео да мења место школовања.
Сви ученици морали су становати у Нишу, јер су се просветне власти бојале да би сталним путовањем возом, колима, бициклом, па и пешице, могли доћи у контакт са скојевцима.
У низу мера за реформу наставе уведено је и специјално психолошко проучавање ученика школе. За сваког ученика водила се Лист података о ученику с намером да се о сваком ученику добије јасна и сигурна слика о његовим духовним и душевним својствима, о радним и карактерним особинама и о националном осећању.
Да би се школе ослободила присуства национално непоузданих ђака, сви национално непоуздани ученици избацивани су из школе или једним делом били упућени у Завод за принудно васпитање омладине у Смедеревској паланци.
У оквиру пропагандних мера окупатора, преко наставе у гимназији, с времена на време обрађивале су се поједине теме са антикомунистичким садржајем које су даване као писмени задатак. Једна од таквих тема била је новембра 1943; „Зашто Србин не може бити комуниста”.
У таквим условима, када су просвета, култура, наука и остала друштвена надградња биле подређене немачкој окупационој политици, гимназијалцима нишке гимназије најтеже је падало што су морали да прате наставу у којој је преовладавала фашистичка идеологија.
Поред наведених проблема постојао је и овај. Настава је често била нередовна, током зимских месеци, због недостатка огрева, или повременог примања под свој кров и других гимназије и средњих школа. Када су 16. марта 1943. године зграду заузели Немци, настава је извођена на више локација у граду: у кафани у Љубљанској, Дубровачкој, Косовској и другим зградама и приватним кућама у Нишу.
Тако је било све до краја Другог светског рата односно до ослобођење Србије од окупационих снага.

#### Гимназија после Другог светског рата
У Нишу је по ослобођењу било 17 школа: 7 основних са 3.193 ученика, три гимназије са 2.887 ученика, две средње школе са 280 ученика и пет нижих стручних школа са 1.181 учеником. Укупно 8.577 ученика и 296 наставника.
Прва нишка гимназија после Другог светског рата била је у изузетно тешком положају. Штаб бригаде НОВЈ привремено је био смештен згради гимназије а у суседној Основној школи „Вожд Карађорђе” били су смештени војници Црвене армије. Тако да школска зграда још неколико месеци није била оспособљена за рад након завршетка борби за ослобођење Ниша.
Наставе се изводила у условима велике оскудице и недостатка професора али и лошег логистичког обезбеђења (недостатак школских клупа, грејних тела и огрева, учила, табли, библиотеке). Део гимназијалаца и њихових професора налазио се у НОВЈ у борби за коначно ослобођење Југославије.
Због наведених проблема настава у гимназији током 1944. није могла да почне на време. Октобра 1944. у склопу припрема за почетак наставе у гимназији састао се наставнички савет у приватној кући у Душановој улици број 28, и по препоруци Градског народног одбора изабрао директориј гимназије од три члана који је требало да управља школом уместо директора. У први директориј гимназији изабрани су: Богдан Бањанин, професор математике, Никола Станојковић, професор српског језика и Јован Степановић, професор историје и латинског језика. Њихов задатак био је да воде све послове око управљања школом, и сарађују са Градским народним одбором. И поред свесрдног залагања директорија гимназије, Градског одбора, свих општинских структура и професора, у гимназији настава није могла да почне пре фебруара 1945. године.
Упис ученика обављен је од 1. новембра до 6. новембра 1944, а наставе је почела 8. фебруара 1945. године, под називом Прва мушка гимназија, и то само у делу зграде гимназије који је Команда града могла да ослободи. Наставу је те школске године започело да изводило 29 наставника се 1.087 ученика, да би у току школске године дошло до наглог повећања броја ученика на 1.343 и броја наставника на 40.
| Број ученика Прве мушке гимназије у Нишу за школску 1944/45. |          |           |            |           |          |           |            |            |                     |
| Укупно одељења/ђака                                          | I разред | II разред | III разред | IV разред | V разред | VI разред | VII разред | VII разред | Просечно по одељењу |
| 23/1.087                                                     | 6/295    | 4/168     | 3/135      | 4/169     | 3/140    | 1/72      | 1/52       | 1/55       | 47                  |

Школске 1947/1948, у истом броју одељења (23) наставу је похађало 1.396 ученика са 40 наставника различитих профила и школске спреме.
Тих послератних година у Првој мушкој гимназији организована је школска кухиња за исхрану 673 ученика са 2 и три оброка (за 105 ученика), и решено питање смештаја у Средњошколском дому за 64 гимназијалаца.
У истом простору три гимназије
У истој згради у Вождовој 27, са Првом мушком гимназијом радиле су још две нишке гимназије:
- Друга мушка гимназија, која је почела да ради 17. фебруара 1945. са 656 уписаних ученика и 9 одељења у згради гимназије и 9 одељења у Основној школи бр.2.
- Женска гимназија, која је у згради Прве мушке гимназије радила од фебруара 1945 до септембра 1946. када је продужила рад у својој згради, коју су у том периоду привремено користиле јединице Народноослободилачке Војске. Школа је имала 1.144 ученица распоређених у 30 одељења.[24]

##### Реорганизације гимназије
Прва реорганизација гимназије, обављена је 26. августа 1954. када је деобом Прве нишке гимназије основана, друга нишка Гимназија „Светозар Марковић”. У истом објекту у две смене наставу су изводиле обе гимназије све до фебруара 1966, када је Одлуке општинских органа Ниша, Гимназија „Светозар Марковић” пресељена. Од 1966. Прва нишка гимназија „Стеван Сремац”, самостално је изводила наставу у сопственој згради у две смене, све до 1969. године, када је претрпела другу реорганизацију, и под свој кров опет примила још једну, овога пута новоосновану трећу гимназију у Нишу.
Друга реорганизација Прве нишке гимназија „Стеван Сремац” обављена је 1969. године, на основу одлуке Скупштине општине Ниш, донете на заједничкој седници Општинског већа и Већа друштвених делатности, Том одлуком извршена је подела Прве нишке гимназије „Стеван Сремац” и дана 1. септембра 1969. године, са делом њених ученика, основана трећа нишка Гимназија „Бора Станковић”, са 26 одељења, четрдесетак наставника и око 900 ученика.
| „ | Подела Прве нишке гимназије „настала је као резултат нараслих потреба у области средњошколског образовања (већа ефикасност васпитања, непосреднији контакте њихових васпитача и васпитаника, повољније одвијање наставних и ваннаставних активности…)” | ” |

Обе Гимназије од ове поделе све до данас раде под истим кровом у 24 учионице, у две смене, у згради површине 3.874 m², у Вождовој улици број 27, кроз коју дневно прође око 1.600 ђака, што отежава рад. Заједнички обе гимназије користе кабинете за физику, хемију и биологију и фискултурну салу. Издвојен је кабинет за информатику и рачунарство и библиотека са преко 10.000 књига.

### Гимназија у 21. веку
У овом веку у целокупном школству Србије присутна је тенденција рационализације. Одлука Владе Србије (2006), односно њеног надлежног министарства, у нишким гимназијама и средњим стручним школама за осам одељења смањила је број новоуписаних средњошколаца, па то смањење није мимоишло ни Прву нишку гимназију „Стеван Сремац”. Рационализација се једним делом одвијала централизацијом на нивоу Србије (од укупно уписаних средњошколаца, гимназије у Београду уписују 20 а у Нишу 12,4%), и путем смањења броја одељења, и повећања броја ученика у њима, што је имало за последицу да су поједина одељењима са већим бројем ученика, настава изводи на уштрб њеног квалитета.
Како би стручност својих запослених подигла на виши ниво Прва нишка гимназија „Стеван Сремац” је једна од 6 школа у Србији у којој су професори прошли обуку компјутерске писмености. Овакав начин едукације био је услов и обавеза савременог пословања, који примењују скоро сва привредна предузећа, а од сада и ова нишка гимназија. Након тромесечне обуке, 60 професора нишке гимназије „Стеван Сремац” успешно су положили ЕЦДЛ испите. На овај начин они су подигли ниво свог образовања у области информационих технологија и за то добили међународно признат сертификат, попут њихових колега у земљама Европске уније.

## Знаменити професори и ученици гимназије
- Стеван Сремац (1855 — 1906) — један од најзначајнијих и најчитанијих српских реалистичких писаца, академик, свој радни век, великим делом, провео је као професор и један од оснивача нишке гимназије, која данас носи његово име.[27] По својој молби, 16. септембра 1892. године, премештен је за професора Треће гимназије у Београду.[28]
- Станислав Бинички (1872 — 1942) — један од познатих српских композитора, диригент и педагог, био је ђак нишке гимназије у којој је матурирао 1890. године. Сматра се највећим представником српске класичне музике. Као ученик гимназије „Стеван Сремац”, у вишим разредима, дириговао је ђачким хором, писао краће песме и био члан школског књижевног друштва „Његош”.[29]
- Милан Петровић(1886 — 1963) — познати нишлија, лекар, потпуковник у српском санитету, специјалиста педијатрије, уредник Српског архива, председник суда части СЛД, један од оснивача Педијатријске секције СЛД, бавио се зубарством, обишао свет бродом, а Србију санитетским возом (као командант воза), учесник два рата. Као ђак гимназије „Стеван Сремац” учествовао је у раду ђачке књижевне дружине, која му омогућава прве наступе, успехе и почасти. У Првој нишкој гимназији био је председник литерарне дружине „Његош”.[30]
- Бранко Миљковић (1934 — 1961) — од 1949. до 1953. године био је ученик Прве нишке гимназије „Стеван Сремац” у Нишу, где је његов песнички дар откривен у школском књижевном друштву „Његош”. Прву песму објавио је 1952. у београдском листу „Записи”, имао је тада осамнаест година. У Нишу, песме објављује у „Службеном гласнику”, „Гласу омладине”, „Нашем путу”, „Гледиштима”
- Димитрије Миленковић(1935) — један од познатијих књижевника из Ниша, и угледно име у савременој српској поезији, који од 1953. објављује поезију приче и есеје у значајнијим часописима. Превођен је на више од једанаест светских језика и заступљен у бројним антологијама многих земаља Европе.[31][32]
- Гордана Тодоровић (1933—1979) — у Гимназији „Стеван Сремац”, у литерарној дружини „Његош”, дошао до изражаја њен песнички таленат. Још док је била у школској клупи песме јој је објавио Оскар Давичо у „Делу”. Те песме су се после нашле у првој збирци песма „Гимназијски тренутак” за коју је добила Бранкову награду. Њена поезија је доносила нову свежину у српску поезију са бројним кованицама у духу народног језика.
- Барух – Бора Барух, (1911–1942) — признати сликар јеврејског порекла, који је озбиљније почео да се бави сликарством у Првој нишкој гимназији, захваљујући поукама Моше Шоамовића наставника ликовног.[33]

- Део знаменитих ученика Прве нишке гимназије „Стеван Сремац”
- Милан Петровић
- Станислав Бинички
- Борисав Станковић
- Бранко Миљковић
- Светислав Милосављевић
- Гордана Тодоровић
- Бора Барух
- Никола Узуновић
- Димитрије Миленковић
- Др Нинослав Радовановић
- Драгиша Цветковић
- Љубиша Самарџић
- Ивица Даћић

- Никола Узуновић (1873 — 1954) — председник Владе Краљевине Југославије у два наврата.
- Светислав Милосављевић (1882 — 1960) — бан Врбаске бановине и министар саобраћаја у Краљевини Југославији
- Драгиша Цветковић (1893 — 1969) — градоначелник Ниша и премијер Краљевине Југославије
- Нинослав Радовановић (1940) — академик, доктор медицинских наука један је од најпознатијих кардиохирурга у Србији.

## Признања
Прва нишка гимназија „Стеван Сремац” је добитник следећих признања:
- „Вукове награде” за значајне резултате остварене у организаторском и стваралачком раду у просвети и култури, коју додељује Културно-просветна заједница Србије
- „Награде града Ниша – 11. јануар” за дугогодишњи рад и допринос у развоју града, коју додељује Скупштина града Ниша.